# Birds of America (film, 2021)
Pour articles homonymes, voir Birds of America.
Pour plus de détails, voir Fiche technique et Distribution.
Birds of America est un film documentaire de Jacques Lœuille sorti en 2021.

## Synopsis
Le film suit les traces de Jean-Jacques Audubon, peintre français parti au début du XIXe siècle aux États-Unis, et qui a consacré sa vie à recenser et à peindre les oiseaux le long du Mississippi. Le voyage est ponctué de rencontres avec, notamment, des descendants des peuples indiens qui racontent comment, tout comme les oiseaux, leur culture disparaît. En effet, la découverte des grands espaces vierges de toute civilisation avait encouragé l'utopie des premiers arrivants européens, qui imaginaient que ce monde, supposé illimité et d’une beauté inouïe, leur avait été donné par Dieu. Mais le rêve américain a tourné court : les oiseaux peints par Audubon ont pour beaucoup disparu et les paysages sauvages, saccagés par l'exploitation pétrolière, ont été remplacés par les constructions de l’ère industrielle. Sur les rives du Mississippi, Birds of America raconte l'autre face du mythe national américain.

## Fiche technique
Source
- Titre : Birds of America
- Réalisation : Jacques Lœuille
- Scénario et texte : Jacques Lœuille
- Assistant réalisateur : Paul Carpenter
- Image : Jacques Lœuille
- Son : Ariane Métais
- Montage : Jacques Lœuille, Isabelle Manquillet
- Musique : Nigji Sanges
- Montage son : Christian Cartier
- Producteur : Ariane Métais
- Producteur délégué : Météores Films
- Diffuseur coprod. : ARTE France Cinéma
- Pays d'origine : France
- Genre : film documentaire
- Durée : 1 h 24
- Date de sortie :
  - Festival international du film documentaire de Copenhague : 9 mai 2021
  - France : 25 mai 2022

## Distribution
- Jean-François Sivadier : voix off

## Production
Avant de commencer son tournage, Jacques Loeuille a été lauréat en 2018 du prix COAL qui récompense chaque année un artiste contemporain pour un projet artistique en lien avec des enjeux écologiques,.

« J'ai découvert Audubon lors de mes études aux beaux-arts de Nantes ; ville où il a grandi et dessiné ses premiers oiseaux sur les bords de la Loire, avant de s’embarquer vers les Etats-Unis pour fuir les guerres napoléoniennes. Si son œuvre est restée longtemps une référence scientifique, elle est aujourd’hui un pur objet esthétique, mais aussi un trésor documentaire, puisque de nombreuses créatures peintes ont disparu. »

— Jacques Loeuille

### Lieux de tournage
Le tournage s'est déroulé aux Etats-Unis pendant l'année 2019.
- Cahokia Mounds State Historic Site (colline funéraire des Native Americans)
- Smithsonian Institution, Washington, DC
- Natchez (Mississippi)
- Zoo Audubon, La Nouvelle-Orléans
- Oakley House, Audubon State Historic Site, Saint Francisville (Louisiane) (plantation où séjourna Audubon)
- Mt Calvary Street, St. James, Louisiane
- Aquarium Audubon des Amériques, La Nouvelle-Orléans
- Chalmette, Louisiane (port pétrolier de La Nouvelle-Orléans)
- Houma (Louisiane) (bayou de la Pointe au chien)
- 1887 Amsterdam Avenue, New York (peintures murales d'après Audubon)
- 149th St, New York (peinture murale de Ouizi, d'après Audubon)

## Sélections en festival
Source
- 2022
  - BIFF - Festival international du film de Bergen - Bergen (Norvège) - Sélection officielle - Compétition internationale
  - Millennium Docs Against Gravity - Varsovie - Sélection officielle
    - Nomination pour le Green Warsaw Award, Best Ecology Themed Documentary[7]

  - Festival international du film de Shanghai - Shanghai - Sélection officielle
  - Étonnants Voyageurs, festival international du livre et du film - Saint-Malo - Sélection officielle
  - Ciné-Jardins - Paris - Sélection officielle
- 2021
  - Docaviv - The Tel Aviv International Documentary Film Festival - Tel Aviv - Sélection officielle
  - CPH:DOX - Copenhagen International Documentary Film Festival - Copenhague - Première mondiale
  - IFFR - Festival international du film de Rotterdam - Rotterdam